# Conrad Bain
Conrad Stafford Bain (født 4. februar 1923, død 14. januar 2013) var en canadisk-amerikansk skuespiller. Han er bedst kendt for sin rolle som Phillip Drummond i sitcom Diff'rent Strokes og som Dr. Arthur Harmon i Maude. Bain har en tvillingebror, Bonar Bain.
Bain blev født den 4. februar 1923 i Lethbridge, Alberta, Canada til Jean Agnes Young og til Stafford Harrison Bain. Bain boede i en lejlighed i Livermore, Californien. Bain var gift med Monica Sloan fra 1945 indtil sin død i 2009. De havde tre børn sammen. Bain døde den 14. januar 2013 i sit hjem i Livermore, Californien af naturlige årsager, i alderen 89.

## Eksterne  henvisninger
- Wikimedia Commons har flere filer relateret til Conrad Bain
- Conrad Bain på Internet Movie Database (engelsk)
- Conrad Bain på Svensk Filmdatabas (svensk)
- Conrad Bain på AlloCiné (fransk)
- Conrad Bain på AllMovie (engelsk)
- Conrad Bain på Turner Classic Movies (engelsk)
- Conrad Bain på The Movie Database (engelsk)
- Conrad Bain på Internet Broadway Database (engelsk)